# Net Applications
Net Applications — фирма, которая занимается веб-аналитикой. Компания широко известна тем, что ведёт исследования и глобальную статистику доли мирового рынка для веб-браузеров и операционных систем.

## История
С 1999 года Net Applications являлась первоисточником для веб-мастеров и электронного маркетинга. Штаб-квартира компании находится в Алисо-Вьехо, Калифорния. На текущий момент Net Applications распространяет свои услуги через более чем 7000 партнеров и филиалов.